# Kirkjubøargarður
Kirkjubøargarður és una antiga casa de fusta que hi ha al poble de Kirkjubøur, a les illes Fèroe. Amb una existència de prop de mil anys, és la casa de fusta encara habitada més antiga d'Europa, i una de les més antigues del món. La seva propietat ha estat sempre la més gran de les Illes Fèroe.

## Història
Aquesta antiga granja de Kirkjubøur data del segle xi. Va ser la residència episcopal i el seminari de la diòcesi de les Illes Fèroe, pels volts de l'any 1100. La tradició diu que la fusta de les cases venia flotant des de Noruega ja enumerada y agrupada, llesta per a ser muntada. Cal tenir en compte que no hi ha boscos a les Fèroe, a excepció d'un que hi ha al nord de Tórshavn, per tant la fusta hi és un material molt valuós. Aquesta és la raó de l'origen de les llegendes al voltant de la fusta que existeixen a les Illes Fèroe.

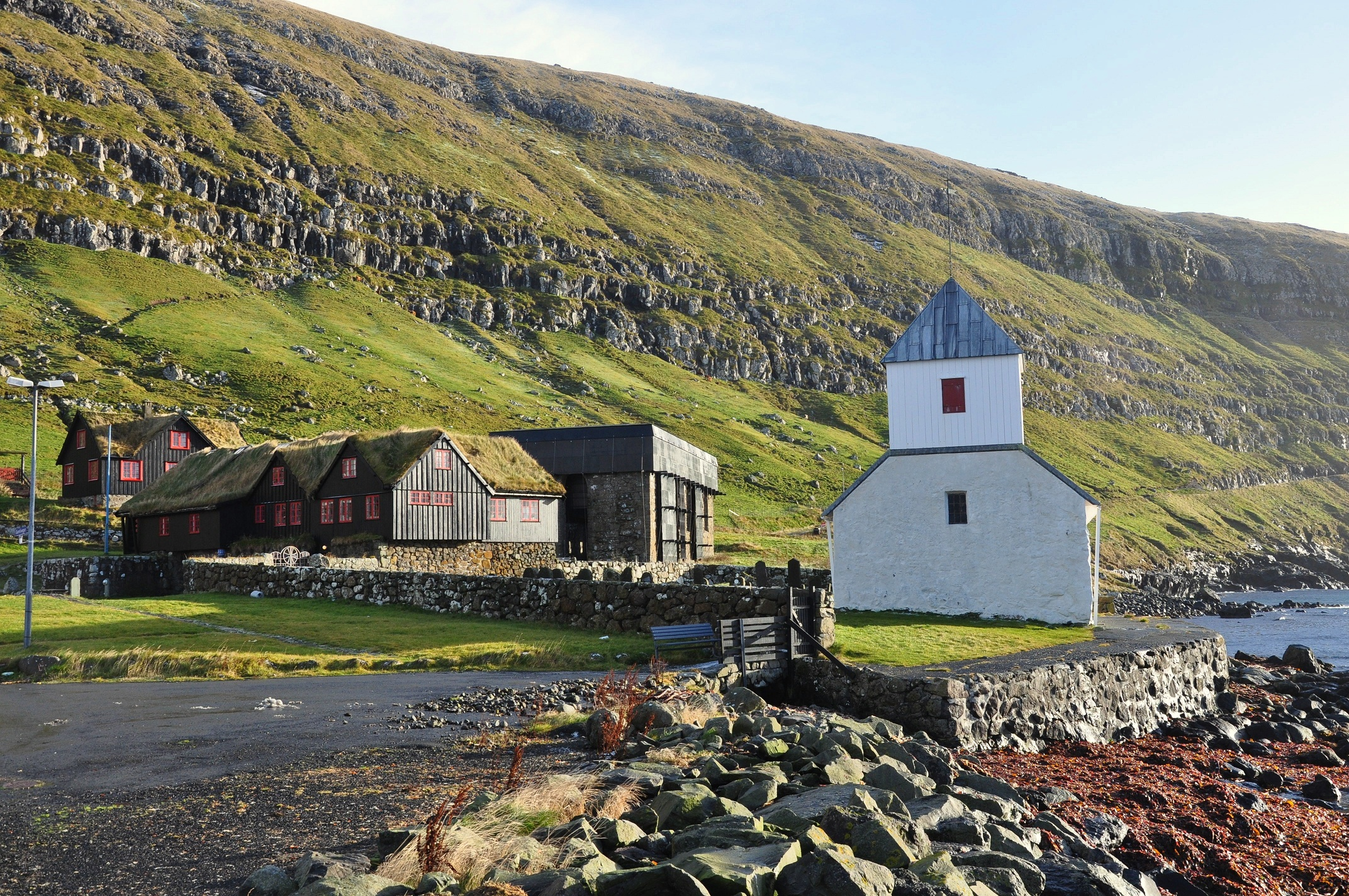
La granja de Kirkjubøargarður acompanyada de l'església de Sant Olaf (en primer terme) i la catedral de Sant Magnus (just al darrere de la granja).

Tot i que avui en dia la granja és un museu, encara hi viu la 17a generació de la família Patursson, que l'ocupa des del 1550. Poc després que arribés la Reforma a les Illes Fèroe el 1538, tots els béns immobles de l'Església catòlica van ser requisats pel rei de Dinamarca, el que representava aproximadament la meitat de la terra de l'arxipèlag. Aquests béns se'ls va anomenar kongsjørð, la terra del rei. La finca més gran de la "terra del rei" era la granja de Kirkjubøur que havia crescut gràcies a ser la residència episcopal. Avui aquestes propietats reials, entre les que hi ha la finca de Kirkjubøargarður, les gestiona el govern feroès i els Paturssons en són arrendataris de generació en generació. Sempre és el fill gran que es converteix en l'arrendatari, ja que a diferència de la terra de propietat privada, la terra del rei no es pot dividir mai entre els fills.

## Estructura
L'edifici està construït seguint l'estil tradicional feroès, ja que el material emprat és la fusta (d'aspecte fosc) i la teulada està recoberta d'herba. L'espai està estructurat en diverses habitacions. La més antiga és una habitació anomenada roykstova (sala de fum). Segurament aquest espai va ser mogut de lloc en algun moment del passat, perquè la seva base no s'ajusta al terreny on s'assenta. Una altra antiga habitació és l'anomenada loftstovan (habitació tipus loft), on se suposa que el bisbe Erlendur va escriure la Carta de les ovelles el 1298, el document més antic conegut de les Illes Fèroe; avui aquest espai és la biblioteca de la casa. Per la seva banda, l'habitació anomenada stórastovan (gran sala) és d'una data molt posterior, ja que es va construir el 1772.
La granja té ovelles, bestiar i alguns cavalls. És possible prendre-hi un cafè i comprar-hi carn fresca directament al ramader. A la temporada d'hivern també s'hi pot trobar animals de caça, com llebres. Els grups poden llogar la sala roykstovan per a festes amb servei de restaurant amb cuina original feroesa.
A prop de la granja hi ha altres edificis notables com l'antiga catedral de Sant Magnus o l'església de Sant Olaf, la més antiga de les Fèroe, que també es remunten a l'època medieval.

## Personatges que hi han viscut
A continuació es mostra una llista de persones notables que o bé hi han nascut, o bé hi han residit algun període de la seva vida:
- Sverre I de Noruega (1151-1202), va créixer aquí i va anar a l'escola de sacerdots.
- Bisbe Erlendur (mort el 1308), va escriure la "Carta de les Ovelles" i va ser l'impulsor de la construcció de la catedral de Sant Magnus.
- Pætur Jákupsson, Løgmaður de les Illes Fèroe del 1588 fins al 1601.
- Súsanna Helena Patursson (1864–1916), primera feminista de les Fèroe.
- Jóannes Patursson (1866–1946), germà d'Helena, líder nacionalista i escriptor. Fou un dels fundador del Partit Independentista Feroès (Sjálvstýrisflokkin en feroès) el 1906.
- Sverre Patursson (1871–1960) germà d'Helena i Jóannes, escriptor, periodista i ecologista.
- Erlendur Patursson (1913–1986), fill de Jóannes, escriptor i polític nacionalista.
- Tróndur Patursson (nascut el 1944), besnet de Jóannes, artista i aventurer.